# Brandplekmot
De brandplekmot (Heliothela wulfeniana) is een vlinder uit de onderfamilie Heliothelinae van de familie van de grasmotten (Crambidae). De wetenschappelijke naam van deze soort werd in 1763 als Phalaena wulfeniana gepubliceerd door Giovanni Antonio Scopoli.

## Verspreiding
De soort komt voor in vrijwel alle landen van Continentaal Europa (met uitzondering van Noorwegen), Rusland en Turkije.

### Voorkomen in Nederland
In Nederland is de brandplekmot een zeer zeldzame soort met slechts enkele waarnemingen na de jaren 50, zoals een waarneming in het voorjaar van 2016 op Ameland en een uit Malden in 1983. De soort was tot de jaren 50 met talrijke populaties vertegenwoordigdd in het midden, zuiden en zuidoosten van Nederland.

## Waardplanten
De rups leeft op het akkerviooltje (Viola arvensis) en driekleurig viooltje (Viola tricolor).